# Iqbal Hussain
Pour les articles homonymes, voir Hussain.
Mohamed Iqbal bin Hamid Hussain, abrégé Iqbal Hussain, né le 6 juin 1993 à Singapour, est un footballeur international singapourien. Il évolue au poste d'attaquant au Hougang United.

## Carrière

### En club
Iqbal Hussain rejoint le Hougang United pour la saison 2016.

### En sélection
Il honore sa première sélection le 6 septembre 2014 lors d'un match amical contre la Papouasie-Nouvelle-Guinée.

## Statistiques
| Saison                | Club                  | Championnat           | Championnat | Championnat | Coupe nationale | Coupe nationale | Coupe de la Ligue | Coupe de la Ligue | Singapour | Singapour | Total | Total |
| Saison                | Club                  | Division              | M.          | B.          | M.              | B.              | M.                | B.                | M.        | B.        | M.    | B.    |
| 2012                  | Gombak United         | S.League              | 7           | 2           | 3               | 1               | 1                 | 0                 | -         | -         | 11    | 3     |
| Sous-total            | Sous-total            | Sous-total            | 7           | 2           | 3               | 1               | 1                 | 0                 | -         | -         | 11    | 3     |
| 2013                  | Young Lions           | S.League              | 19          | 2           | 1               | 0               | 3                 | 2                 | -         | -         | 23    | 4     |
| 2014                  | Young Lions           | S.League              | 25          | 4           | 0               | 0               | 0                 | 0                 | 1         | 0         | 26    | 4     |
| 2015                  | Young Lions           | S.League              | 4           | 2           | 0               | 0               | 0                 | 0                 | -         | -         | 4     | 2     |
| Sous-total            | Sous-total            | Sous-total            | 48          | 8           | 1               | 0               | 3                 | 2                 | 1         | 0         | 53    | 10    |
| 2016                  | Hougang United        | S.League              | 18          | 4           | 1               | 0               | 5                 | 2                 | 2         | 0         | 26    | 6     |
| Sous-total            | Sous-total            | Sous-total            | 18          | 4           | 1               | 0               | 5                 | 2                 | 2         | 0         | 26    | 6     |
| Total sur la carrière | Total sur la carrière | Total sur la carrière | 73          | 14          | 5               | 1               | 9                 | 4                 | 3         | 0         | 90    | 19    |